# Сегодня ты узнаешь об устройстве ракеты
«Сегодня ты узнаешь об устройстве ракеты» — сингл (мини-альбом) петербургского электронного дуэта «Ёлочные игрушки» (ЁИ/EU), в который входили Илья Барамия и Александр Зайцев. Релиз состоялся в ноябре 2010 года. Является ведущим промосинглом к вышедшему через месяц альбому «Сегодня ты становишься ракетой».

## История
10 ноября 2010 года «Ёлочные игрушки» выпустили (в частности, на сервисе Bandcamp) цифровой лид-сингл «Сегодня ты узнаешь об устройстве ракеты», включающий 4 трека: первую на будущем альбоме композицию «Ракета», ремиксы на неё от Tenzor'а (Геннадия Плешкова) и омского музыканта Milky Toad (Андрея Митрошина), а также акустическую версию, записанную на один микрофон группой «Пёс и группа». Сингл стал первым сольным релизом «Ёлочных игрушек» за пять лет и последним сольным синглом дуэта.
Презентация состоялась 13 ноября в петербургском клубе «Цоколь». «Ёлочные игрушки» планировали электронный концерт наподобие тех, что устраивали в конце 1990-х, до сайд-проектов 2H Company, со Стасом Барецким и СБПЧ. Выступить вместе с дуэтом согласился и Геннадий Плешков.

## Реакция
В англоязычной рецензии на посвящённом славянской и балтийской музыке портале Far From Moscow, основанном в 2008 году профессором Калифорнийского университета в Лос-Анджелесе Дэвидом Макфэдиеном (англ. David MacFadyen), релиз получил такую характеристику: «Там, где мы могли бы ожидать проявления технического мастерства, реализованного на чужом аудио, вместо этого мы находим различные формы шипения, треска и искажений». По версии издания, слово «Ракета» в названии представляет собой «мальчишескую метафору смелого продвижения в мир», при этом «вся символика восхождения исчезает», когда титульный трек «действительно входит в этот мир». Статья гласит, что ремиксеры «отдают звуковую верность эмбиентной суровости и ветхому дилетантизму», отказываясь от всех представлений о Hi-Fi в пользу «шумного социального контекста» (Milky Toad) или «формального коллапса» («Пёс и группа»).
Спустя неделю после релиза музыкальный журналист Александр Горбачёв в издании «Афиша» отметил в главном треке сингла «Сегодня ты узнаешь об устройстве ракеты» узнаваемый почерк «Ёлочных игрушек», добавив: «Слышно, что они в курсе всяких новых дел типа кассетного андеграунда и гипнагогической электроники; слышно, что они любят группу „4 Позиции Бруно“». Также Горбачёв отметил ремикс «Пса и группа», назвав этот коллектив «замечательным».

## Список композиций
| №                   | Название                                | Длительность |
| ------------------- | --------------------------------------- | ------------ |
| 1.                  | «Ракета»                                | 3:56         |
| 2.                  | «Ракета (Tenzor Mono Mastering Take 2)» | 3:47         |
| 3.                  | «Ракета (Milky Toad Rmx)»               | 3:53         |
| 4.                  | «Ракета (Пёс и группа Take 2)»          | 1:58         |
| Общая длительность: | Общая длительность:                     | 13:34        |